# Hebesfenorotunda triangular
Em geometria, a hebesfenorotunda triangular é um dos sólidos de Johnson (J92). É um dos sólidos elementares de Johnson, que não surge a partir de manipulações do tipo "corte e cola" dos sólidos platônicos e arquimedianos. No entanto, ele tem uma forte relação com o icosidodecaedro, um sólido de Arquimedes. O mais evidente é o conjunto de três pentágonos e quatro triângulos em um lado do sólido. Se essas faces estão alinhadas com um padrão de faces congruente do icosidodecaedro, então a face hexagonal irá situar-se no plano a meio caminho entre duas faces triangulares opostas do icosidodecaedro.
A hebesfenorotunda triangular é o único sólido de Johnson com faces de 3, 4, 5 e 6 lados.

## Coordenadas
As coordenadas da hebesfenorotunda triangular são:
- O triângulo oposto ao hexágono

{\displaystyle \left(0,\ {\frac {2}{\sqrt {3}}},\ {\frac {2\phi ^{2}}{\sqrt {3}}}\right)}, {\displaystyle \left(\pm 1,\ -{\frac {1}{\sqrt {3}}},\ {\frac {2\phi ^{2}}{\sqrt {3}}}\right)}
- As bases dos triângulos que cercam o triângulo precedente:

{\displaystyle \left(\pm 1,\ {\frac {\phi ^{3}}{\sqrt {3}}},\ {\frac {2\phi }{\sqrt {3}}}\right)}, {\displaystyle \left(\pm \phi ^{2},\ -{\frac {1}{\phi {\sqrt {3}}}},\ {\frac {2\phi }{\sqrt {3}}}\right)}, {\displaystyle \left(\pm \phi ,\ -{\frac {\phi +2}{\sqrt {3}}},\ {\frac {2\phi }{\sqrt {3}}}\right)}
- As pontas dos pentágonos opostas aos vértices do primeiro triângulo:

{\displaystyle \left(\pm \phi ^{2},\ {\frac {\phi ^{2}}{\sqrt {3}}},\ {\frac {2}{\sqrt {3}}}\right)}, {\displaystyle \left(0,\ -{\frac {2\phi ^{2}}{\sqrt {3}}},\ {\frac {2}{\sqrt {3}}}\right)}
- O hexágono

{\displaystyle \left(\pm 1,\ \pm {\sqrt {3}},\ 0\right)}, {\displaystyle \left(\pm 2,\ 0,\ 0\right)}
onde {\displaystyle \phi ={\frac {1+{\sqrt {5}}}{2}}} é a Razão de Ouro.
Essas coordenadas produzem uma hebesfenorotunda triangular com comprimento de arestas igual a 2, repousando sobre o plano XY pela face hexagonal e tendo seu eixo de simetria de ordem 3 alinhado com o eixo Z. Uma segunda hebesfenorotunda triangular invertida pode ser obtida trocando-se o sinal da segunda e da terceira coordenadas de cada ponto. Esse segundo poliedro, juntado ao primeiro pelas faces hexagonais em comum, se inscreve em um icosidodecaedro. Se a face hexagonal for dimensionada pela razão áurea, então a envoltória convexa dessa união será todo o icosidodecaedro.